# Ruszka-havas
A vasércben gazdag Ruszka-havas (románul: Munții Poiana Ruscă) a Nyugati-Kárpátok egyik hegycsoportja, amely Temes megye keleti határán, Krassó-Szörény megyében terül el. Átlagos magassága: 900-1200 méter.

## Földrajza
Határai:
- Délről a Bisztra folyó, a Zajkányi-patak, a Vaskapu a 656 méter magas Marmara-hágóval a Szárkő-hegységtől választja el.

- Keletről a Hátszegi-medence, délkeleten a Sebes patakkal és a Sztrigyel határos a Retyezát irányába.

- Nyugatról a Temes és a Béga választja el a Szemenik-Plessuva hegységtől.

- Északról a Maros.

A Ruszka-havas fő gerince a Vaskapu-hágóból kiindulva két részre oszlik; a déli része a Vaskaputól a Ruszka hegyig délkelet-északnyugati irányba, míg északi része a Ruszkától a Marosig nyúlik.
Déli oldalágai lenyúlnak egészen a Maros, illetve a Cserna folyóig, nyugati gerincének oldalágai rövidek. A nyugati ága azonban annál jelentékenyebb: a Ruszka hegy nyugat felé, a 992 méter magasságú Tenurs-hágón túl a hegység legmagasabb csúcsát, az 1380 méter magasságú Págyes, elágazásaival teljesen betölti a Béga, Ruszka, Bisztra és Temes folyók közét.
Az ág keleti folytatása oldalágaival szétterülve, Marosillye, Déva és Vajdahunyad felé, egészen a Maros partjáig húzódik.
A fő gerinc a Ruszka hegytől északra déli-északi irányt felvéve, az 1260 méter magasságú Verfu-Lotrului, az 1159 méteres Kicsóra, valamint a 884 méter magasságú Fáca Cigánului és a 832 méter magasságú Priszaka főbb emelkedésekkel; a pojéni és felsőlapugyi völgy közt aztán hirtelen aláereszkedik egy 395 méter mély nyeregre, majd ezután már csak alacsony dombsorként folytatódik északnyugat felé.
Tavai keleten a Csolnakosi-tó, nyugaton a Szurdok-tó; mindkettő mesterséges.

## Főbb völgyei
- Északon a Béga völgye és a vele egyesülő Pojéni-völgy, és a Furdia-völgy
- Nyugaton a Nadrág völgye
- Délen a Lózna völgye és a Ruszka völgye
- Keleten a  Cserna völgye
- Szencsincsen az  Izé völgye

## Ásványok
A hegységet kristályos palák; agyagcsillámpala (fallit), csillámpala és alárendelten gneisz; magvát a nagy kiterjedésű agyagcsillámpala képezi, melyre fiatalabb képződmények települtek. Több helyen pedig mészkő fordul  elő

## Bányászata, ipara
Bányászata jelentős; főleg Nadrág, Ruszkabánya és Ruszkica vidékén folyt. Ipartelepei; elsősorban az említett helyek vasöntői, továbbá a tamásdi üveggyár.